# Pericoma longipennis
Pericoma longipennis är en tvåvingeart som beskrevs av Kaul 1971. Pericoma longipennis ingår i släktet Pericoma och familjen fjärilsmyggor. Inga underarter finns listade i Catalogue of Life.